# 곤석애정고사
《곤석애정고사》는 2016년에 타이완에서 방송된 드라마다.

## 출연
- 양승림
- 오강인
- 장용용
- 가유륜
- 구택
- 진정니
- 진이용
- 진내영
- 리국의
- 곽설부
- 증패자
- 곽서요
- 임백굉
- 온정릉
- 정개원
- 구양륜
- 양우녕
- 조안호